# 弘南バス五所川原営業所
弘南バス五所川原営業所（こうなんバスごしょがわらえいぎょうしょ）は、青森県五所川原市にある弘南バスの営業所である。
当記事では、営業所前のバス停である五所川原営業所前バス停についても記す。

## 沿革
- 1955年3月 - 開設。
- 1967年8月 - 湊船橋地区に新築移転。
- 2008年4月1日 - 金木車庫（現・金木案内所）での車両配置の廃止に伴い、所管路線を移管する。
  - 金木車庫 ⇒ 五所川原営業所
    - 金木 - 田茂木・長泥線
    - 金木 - 喜良市線
    - スクールバス（五所川原市立金木小学校、五所川原市立金木保育所、つがる市立瑞穂小学校）
- 2009年4月1日 - 板柳案内所での車両配置の廃止に伴い、一部の所管路線を移管する。
  - 板柳案内所 ⇒ 五所川原営業所
    - 柏木経由 板柳 - 五所川原線
    - 三世寺経由 弘前 - 板柳・笹館線
    - 板柳 - 十腰内線
- 2019年10月 - 営業所の社屋と整備工場を敷地内で移転新築、旧社屋のあったところに待合所を新築。

## 管理下にある事業所
- 五所川原駅前案内所
  - 五所川原駅前案内所の社員は「五所川原営業所 駅前案内所係」として配置されている。
- 小泊案内所

### 廃止事業所
- 木造案内所
  - 現在の木造有楽町・木造千代町にあった。窓口業務のみ。
- 金木案内所
  - 一旦は弘南サービス移管で管理下から外れるが、弘南サービスから本体に移管され再び傘下となっていた。
- 中里案内所

## 高速バス所管路線
詳細は各路線記事を参照のこと。
- ニューノクターン号 （五所川原駅前 - バスタ新宿・横浜駅東口線）
- 2023年現在は、弘前営業所の所管となっている。
- パンダ号 東京新宿線 （五所川原駅前 - バスタ新宿線）

## 路線バス所管路線

### 五所川原 - 青森線
青森営業所と共管
- エルムの街 - 中央2丁目 - 市営住宅前 - 田町 - 五所川原市役所前 - 五所川原駅前 - (青森行: 本町[1] → つがる総合病院前 → 大町 → 五所川原市役所前・五所川原行:新町 → つがる総合病院前 → 大町) - 栄町 - 五所川原営業所前 - 広田 - 福山 - 豊成 - 俵元 - 原子 - 狼野長根 - 大釈迦駅通り - 大釈迦北口 - 鶴ヶ坂駅前 - 戸門 - 平岡大橋（旧:メグミルク前） - 新城駅前 - 西高校前 - 新青森駅南口 - 石江 - 西滝 - 古川 - 青森駅前 - 新町二丁目 - 市役所前 - 文化会館前 - 栄町一丁目 - 合浦町 - 県病通り - 青森営業所
- 斜字区間・停留所は、一部便のみ運行・停車。
  - 1933年 - 津軽急行自動車が「五所川原 - 青森線」（県道 青森・五所川原線経由）の運行開始。
  - 1941年10月8日 - 津軽急行自動車の買収に伴い、津鉄バス（津軽鉄道自動車部）へ「五所川原 - 青森線」の運行を移管。
  - 1955年3月27日 - 津鉄バスの買収に伴い、弘南バスへ「五所川原 - 青森線」の運行を移管。
  - 1958年10月10日 - 青森バスセンターの開設に伴い、青森側の起終点を浦町から青森バスセンターに変更。
  - 1968年 - 青森市内の起終点を青森バスセンターから八重田（当時の青森営業所）に変更。
  - 1978年 - 青森営業所の移転に伴う路線延長について青森市営バスとの協議がまとまらず、合浦二丁目（旧・浪打駅前、現・岡造道一丁目） - 八重田間の運行を停止。
  - 1980年8月23日 - 青森側起終点を合浦二丁目から青森営業所へ変更。
  - 198x年 - 「特急 五所川原 - 青森線」（五所川原駅前 - 観光物産館間、浪岡IC - 青森IC間東北自動車道経由）を新設（現在は廃止）。
  - 1999年7月25日 - 一部区間において運賃逓減制度を適用。往復割引乗車券の発売開始。
  - 2002年12月1日 - 青森駅前に乗り入れ開始。同時に天狗立・堤橋・栄町二丁目への停車を開始。
  - 2003年 - 携帯電話、パソコンでのバスロケーションシステム（運行情報案内）の運用を開始。
  - 2007年10月1日 - 運行本数を24往復から21往復に減便。
  - 2010年12月4日 - 東北新幹線全線開業に伴い、新青森駅前に乗り入れ開始。一部の便の日曜・祝日運休をとりやめ、全便を毎日運行に変更。
  - 2011年8月31日 - バスロケーションシステムの運用を終了。
  - 2012年4月1日 - 休日の利用実績が芳しくない5往復を土曜・日曜・祝日運休便に再設定[2]。
  - 2014年4月1日 - つがる総合病院開院に伴い、五所川原市内の一部運行ルートを変更。
  - 2014年12月1日 - 日中の便の減便と朝の便の運行間隔の変更及び五所川原行最終便の繰り上げを実施[2]。
  - 2021年4月1日 - 減便実施。その代替で、土日祝運休便も廃止[3]。
  - 2023年12月1日 - 商店街循環バス「ELM - 五所川原駅」線廃止に伴い、一部の便がエルムの街発着（五所川原駅前が途中停留所化）となり、一部便の「つがる総合病院前」停留所は経由しない[4]。
  - 2024年4月1日 - 3年ぶりに土休日運休便を設定。

過去には急行便や「青森 - 金木・小泊線」「青森 - 十三線」などが存在した。

### 五所川原 - 弘前線
和徳車庫と共管
- 藤崎経由便：五所川原駅前 - (弘前行: 本町[1] → つがる総合病院前 → 大町 → 五所川原市役所前・五所川原行:新町 → つがる総合病院前 → 大町) - 田町 - 市営住宅前 - 中央2丁目 - ELMの街 - つがる克雪ドーム - はるにれ団地 - 中央5丁目 - 湊 - 三ツ屋 - 亀田 - 鶴田診療所前 - 鶴田神社前 - 菖蒲川 - 大性 - 小幡 - 掛落林 - 大蔵町 - 板柳十文字 - 飯田 - 藤崎校舎前 - 藤崎青銀前 - 西葛野 - ジャスコ藤崎店 - 舟場角 - 百田 - 豊蒔入口 - 撫牛子 - 和徳北口 - 代官町（復路：横町入口 - 下土手町① - 弘前駅前） - 弘前バスターミナル
- 急行便：五所川原駅前 - （この間藤崎経由便と同ルート） - 飯田 - （藤崎表町経由、この間、藤崎町内は非停車） - 百田 - （この間藤崎経由便と同ルート） - 弘前バスターミナル
  - 1925年 - 花岡バス（弘藤乗合自動車）が「弘前 - 藤崎線」の運行開始。
  - 1941年3月4日 - 花岡バスの買収に伴い、弘南鉄道自動車部へ「弘前 - 藤崎線」の運行を移管。
  - 1941年4月17日 - 弘南鉄道から自動車部の分離に伴い、弘前乗合自動車（現・弘南バス）へ「弘前 - 藤崎線」の運行を移管。
  - 1954年6月 - 津鉄バスとの相互乗り入れで、「弘前 - 五所川原線」の運行開始。
  - 1955年3月27日 - 津鉄バスの買収により、弘南バスの単独路線となる。
  - 199x年 - 夜行バス（深夜バス）を廃止。
  - 2003年4月1日 - 運行本数を13往復から6往復に減便。藤崎町内に停車しない急行便の運行開始（藤崎町が補助金の一部拠出を拒否したため、半数が対象）。直通便の「弘前 - 金木線」と、区間便の「弘前 - 藤崎線」（往路のみ・弘前バスターミナル - ジャスコシティ藤崎前）を廃止。
  - 2004年6月1日 - 特急便の運行開始。運行本数は2往復で土・日曜、祝日は運休。弘前営業所が所管。
    - 五所川原駅前 - (この間各停留所に停車) - 湊 - 鶴田駅通り - 板柳十文字 - 藤崎表町 - 弘前バスターミナル

  - 2004年12月1日 - 特急便を準急便に変更。
    - 五所川原駅前 - (この間各停留所に停車) - 三ツ屋 - 亀田 - 鶴田駅通り - 菖蒲川 - 大性 - 掛落林 - 板柳十文字 - 飯田 - 藤崎表町 - 和徳北口 - 弘前バスターミナル

  - 2005年4月1日 - 準急便を廃止。藤崎経由便へ振替増便。
  - 2005年12月1日 - 冬期ダイヤ改正で、2005年4月増便分を廃止。1日6往復体制に戻る。
  - 2014年4月1日 - 五所川原市内と鶴田町内での一部運行ルートを変更。全便「つがる総合病院前」バス停に停車し、新たに「大町」バス停に停車、「鶴田北口」・「鶴田駅通り」の両バス停を移設し、その間の区間に「鶴田診療所前」バス停を新設。
  - 2021年4月1日 - 同日実施のダイヤ改正で、エルムの街を経由するのに伴い、運行ルートが変更され、「栄町」バス停は経由しなくなった。同時に、五所川原駅前⇔市営住宅前間の運賃を五所川原市循環バス運賃と同じ120円に値下げ[3][5][6]。
  - 2024年4月1日 - 夏期ダイヤ改正で、昼前後の便を廃止し、午前の1往復が土休日運休となる。また、弘前行始発便を除き、エルムの街が起終点となるほか、藤崎町内通過便は最終の1往復のみとなる[7]。

### 五所川原 - 小泊線 （中里・市浦庁舎経由）
小泊案内所と共管
- 五所川原営業所 - 五所川原駅前 - 敷島町 - 毘沙門 - 下長富 - 嘉瀬 - 金木病院前 - 斜陽館前 - 金木案内所 - 芦野公園前 - 川倉 - 中里駅前 - 中里高校前 - 今泉 - 相内北口 - 相内 - 市浦庁舎前 - 磯松 - おさかな海岸前 - 下前 - 小泊案内所
  - 1925年 - 小泊探勝バスが「五所川原 - 小泊線」の運行開始。
  - 1941年10月8日 - 小泊探勝バスの買収に伴い、津鉄バスへ「五所川原 - 小泊線」の運行を移管。
  - 1955年3月27日 - 津鉄バスの買収に伴い、弘南バスへ「五所川原 - 小泊線」の運行を移管。
    - 移管にあたり、津軽鉄道との併走区間については鉄道に影響しないよう、運行制限が設定された。

  - 2002年10月1日 - 「五所川原 - 小泊線」（往路3便・復路5便）・「広田団地 - 小泊線」（往路1便）と、区間便の「五所川原 - 金木線」（4往復）・「金木 - 小泊線」（往路2便）・「中里ベル - 小泊線」（2往復）を再編し、運行区間を五所川原営業所 - 小泊案内所間（7往復）に統一。同時に全便が下前経由となる。また、一部区間において運賃逓減制度を適用する。
  - 2006年12月1日 - 五所川原営業所 - 下長富間の区間便（1往復）を廃止。
  - 2007年10月1日 - 運行本数を7往復から6往復に減便し、運賃を最大500円値上げ。
  - 2014年4月1日 - つがる総合病院開院に伴い、五所川原市内の一部運行ルートを変更。なお、「大町」バス停を4度通るが、つがる総合病院前を通過したバスのみ客扱いを行う。

### 小泊 – 下前線
小泊案内所と共管
- 市浦庁舎前 → 磯松 → おさかな海岸前 → 折戸（平日朝7時台の1本のみ） - 下前 - 展望所 - 漁協前 - 派立 - 小泊案内所
  - バス時刻表においては、一部便を除いて、五所川原 - 小泊線の一部という扱いになっており、「五所川原営業所行・五所川原営業所より」という表記がされている[8]。
  - 斜字区間は、2023年4月1日から運行開始。
- 2023年4月1日 - 市浦庁舎前→小泊案内所間の夜間1便の運行開始[9]。

### 五所川原 - 市浦庁舎線 （十三経由）
小泊案内所と共管
- 五所川原営業所 - 五所川原駅前 - 大町 - つがる総合病院前 - 柏温泉前 - イオンモールつがる柏[10] - 稲盛村 - 木造高校前 - 有楽町（復路：千代町） - 木造 - 林 - 上菰槌 - 大湯町 - 館岡 - 亀ヶ岡 - 筒木坂 - 太田光 - 高山神社入口 - 車力支所前 - 二軒町 - 富萢 - 栗山 - 十三 - 中の島公園入口 - 十三道 - 市浦庁舎前
  - 1955年3月27日 - 津鉄バスの買収に伴い、弘南バスへ「五所川原 - 十三線」の運行を移管。
  - 1959年12月27日 - 十三 - 十三道間の路線免許を取得し、翌年から3往復を五所川原 - 小泊間の運行とする。
  - 2002年10月1日 - 五所川原営業所 - 高山神社入口間の区間便（往路1便・復路3便）を廃止。また、一部区間において運賃逓減制度を適用する。
  - 2006年12月1日 - 五所川原駅前始発十三行の区間便を1便増発。
  - 2007年10月1日 - 十三発着を往路7便・復路5便から1往復減便し、運賃を一部区間で最大500円値上げ。
  - 2014年4月1日 - 五所川原市につがる総合病院が開院した事に伴い、新たに設置された「つがる総合病院前」バス停を経由。これに伴い、前日まで経由した「寺町」バス停は経由しない。
  - 2020年4月1日 - 木造北口 → 五所川原営業所間の区間便が廃止。
  - 2020年10月1日 - 中の島公園入口⇔小泊案内所の区間が廃止、終着を中の島公園入口から、市浦庁舎に変更[11]。

### 広田団地（広田団地 → 木造高校）
- 市営住宅前 - みどり町3丁目 - コミュニティセンター前 - みどり町西口 - 姥萢南口 - 五所川原営業所前 - 本町 - 五所川原駅前 - 大町 - 寺町 - 沼田町 - 柏温泉前 - 稲盛村 - 木造高校前
  - 1便のみの運行で土日祝日は運休[12]
  - 2006年12月1日 - 広田団地 - 五所川原駅前間（往路のみ）の区間便（1便）を廃止。

### 五所川原 - 出来島線（イオン経由）
- 五所川原営業所 - 五所川原駅前 - 大町 - 柏温泉前 - イオンモールつがる柏 - 稲盛村 - 木造高校前 - 木造駅通り[13] - 有楽町（復路：千代町） - しゃこちゃん温泉前 - 木造 - 浦船団地入口 - 柴田神社前 - 菊川 - 木造霊園前 - 南広森 - 丸山 - 出来島北口
  - 2020年10月1日 - 全便、イオンモールつがる柏バス停に停車開始。
  - 2024年4月1日　- この日から、全便平日のみの運行となる[7]。

### 五所川原 - 豊川線
- 往路：五所川原営業所 - 本町 - 五所川原駅前 - 大町 - 小曲 - 川除 - 豊田 - 三好橋前 - 一本タモ - 学校前[14] - 豊川
- 復路：豊川 - 楽田 - 元増 - 稲垣支所前 - 稲垣温泉前 - 一本タモ - 三好橋前 - 豊田 - 川除 - 小曲 - 大町 - 西北病院前 - 五所川原営業所

### 藻川線 （若葉・高瀬経由）
- 五所川原営業所 - 五所川原駅前 - 五所川原第一中学校前 - 十川駅前 - 若葉町 - 五所川原小学校前 - 田川 - 高瀬 - 鶴ヶ岡 - 三好橋前 - 下藻川
  - 2006年12月1日 - 一部便が種井経由となり、同時に五所川原営業所行全便が五所川原駅前経由となる。
  - 2014年4月1日 - つがる総合病院開院に伴い、五所川原市中心部の運行ルートが変更。
  - 2018年12月1日 - 種井経由が廃止になり、若葉・高瀬経由のみに変更。[15]
  - 2023年4月1日 - 途中区間についてルート変更を実施し、柏原町 - 新宮・若葉二丁目 - 県営住宅前がルートから外され、「五所川原第一中学校前」と「若葉町」バス停が新設されて、五所川原駅前 - 五所川原第一中学校前 - 袖掛 - 十川駅前 - 幾世森 - 若葉町 - 五所川原小学校前に変更されている[9]、これは、五所川原第一中学校のスクールバス廃止に伴い、路線バスのルートを変更して、中学生の通学方法を確保するため[16]。

### 七和線
- 五所川原営業所 - 栄町 - 市営住宅前 - 田町 - 新町 - つがる総合病院 - 大町 - 五所川原駅前 - 五所川原市役所前 - 田町 - 市営住宅前 - 中央2丁目 - エルムの街 - アクロスプラザ五所川原前 - カブセンター五所川原店前 - 末広口 - 水野尾コミセン前 - 稲実 - 米崎 - 榊森 - 広田 - 下梅田 - 中央中泉 -上高野
  - 太字の区間は五所川原市循環バスと重複する。
  - 2020年4月1日 - 水野尾線として運行開始。
  - 2023年4月1日 - 水野尾コミセン前から上高野まで延長し、七和線と改称[9]。

### 飯詰線
- 五所川原営業所 - 栄町 - 市営住宅前 - 田町 - 新町 - つがる総合病院 - 大町 - 五所川原駅前 - 南一ツ谷 - 一ツ谷 - 十川橋前 - 尻無 - 石畑 - 一の坪 - 飯詰駅通り - 飯詰十文字 - 飯詰コミセン前 - 飯詰 - 五本松 - 下岩崎
  - 2020年4月1日 - 飯詰コミセン前まで運行開始。
  - 2020年10月1日 - 下岩崎まで延長。

## 受託路線

### 五所川原市循環バス
詳細は五所川原市循環バスを参照。

### イオンモールつがる柏 無料シャトルバス
- 運行区間 - 五所川原駅前 - イオンモールつがる柏
- 運行日 - 火・土・日曜、祝日[17]
  - 8月の旧盆や年末年始等のセールの際は、上記運行日に関係なく臨時運行される場合がある。

### 五所川原市スクールバス
- 五所川原市内の一部小学校の児童送迎。専用のスクールバスがあり、運行をしている。

## 廃止路線
横萢経由 五所川原 - 鶴田線
- 五所川原営業所 - 五所川原駅前 - 五所川原営業所前 - 姥萢 - みどり町 - コミュニティセンター前 - 広田 - 梅田 - 横萢 - 松倉 - 鶴田高校通り - 鶴田駅前 - 鶴田公民館南口
  - 所管：五所川原営業所
  - 2006年11月30日 - 廃止。

新宮経由 五所川原 - 四中校線
- 五所川原営業所 - 五所川原駅前（往路のみ停車） - 末広町 - 新宮 - 県営住宅前 - 中泊 - 川山 - 四中校前
  - 所管：五所川原営業所
  - 2006年11月30日 - 「藻川線 (種井経由) 」の運行開始に伴い廃止。

五所川原 - 高野線
- （五所川原営業所 - ）五所川原駅前 - 五所川原営業所前 - （コミュニティセンター前 - ）広田 - 梅田北口 - 原子 - 東高校通り - 上高野
  - 所管：五所川原営業所
  - 2006年11月30日 - 「高野東高校環状線」の運行開始に伴い廃止。

五所川原 - 東高校線
- （五所川原営業所 - ）五所川原駅前 - 商業高校前 - 松島五丁目 - 悪戸口 - 水野尾 - 野里 - 二中校前 - 東高校前
  - 所管：五所川原営業所
  - 2006年11月30日 - 「高野東高校環状線」の運行開始に伴い廃止。（区間便の「松島団地線」・「水野尾線」（初代）・「二中校線」も同時に廃止）

五所川原 - 青森職業能力開発短期大学校線
- 五所川原営業所 - 五所川原駅前 - 商業高校前 - 松島五丁目 - 悪戸口 - 悪戸 - 若山 - 青森職業能力開発短期大学校前
  - 所管：五所川原営業所
  - 2006年11月30日 - 「飯詰能開短大環状線」の運行開始に伴い廃止。

五所川原 - 飯詰線
- 五所川原営業所 - 五所川原駅前（往路のみ停車） - 敷島町 - 尻無 - 一の坪 - 飯詰 - 下岩崎
  - 所管：五所川原営業所
  - 2006年11月30日 - 「飯詰能開短大環状線」の運行開始に伴い廃止。

金木 - 富萢・中里高校線
- 金木営業所 - 金木駅前 - 下不動林 - 蒔田 - 繁田 - 船越 - 下繁田 - 下車力 - 二軒町 - 富萢（ - 中里高校前）
  - 所管：金木案内所⇒弘南サービス金木営業所⇒金木車庫
  - 2008年4月1日 - 廃止。

金木 - 稲垣・牛潟線
- 金木営業所 - 金木駅前 - 下不動林 - 蒔田 - 繁田 - 家調 - 野末 - 豊川 - 稲垣温泉前 - 稲垣支所前 - 元増 - 福富 - 上派立 - 砂山 - 高山神社入口
  - 所管：金木案内所⇒弘南サービス金木営業所⇒金木車庫
  - 2008年4月1日 - 廃止。

 金木 - 田茂木・長泥線 
- 金木案内所 - 金木駅前 - 下不動林 - 蒔田 - 富野 - 田茂木（ - 中長泥）
  - 所管：金木案内所⇒弘南サービス金木営業所⇒金木車庫⇒五所川原営業所
  - 2009年4月1日 - 廃止。

金木 - 喜良市線
- 金木案内所 - 金木駅前 - 岩見町 - 本町 - 川端町 - 嘉瀬駅前
  - 所管：金木案内所⇒弘南サービス金木営業所⇒金木車庫⇒五所川原営業所
  - 2009年4月1日 - 廃止。

五所川原 - 板柳線（柏木経由）
- （五所川原営業所 - ）五所川原駅前 - 五所川原営業所前 - 広田 - 梅田口 - 横萢 - 柏木 - 小阿弥支所前 - 大俵 - 板柳高校前 - 大町 - 板柳駅通り - 板柳案内所
  - 所管 : 板柳案内所⇒五所川原営業所
  - 2016年10月1日 - 廃止。

 五所川原 - 鶴田線 （廻堰経由） 
- 五所川原営業所 - 五所川原駅前（往路のみ停車） - 大町 - 鷺坂 - 古川 - 柏支所前 - 下桑野木田 - 廻堰 - 間山通り - 鶴寿橋前 - 鶴田駅前 - 鶴遊館
  - かつて、鶴田側の起終点は「鶴田役場前」だったが、鶴田町役場建替えに伴い、現在の場所に起終点を移動した。なお、「鶴田役場前」バス停は廃止されず、国道339号（現道）上に移動した。
  - 2009年10月1日 - 廻堰十文字 - 津軽富士見荘間を廃止。
  - 2015年4月1日 - 運行本数を5往復から3往復に減便。
  - 2016年4月1日 - この日から朝の1往復が土休日運休となる。[18]
  - 2018年10月1日 - 廃止[19]。同日から、旧柏村内区間を運行するつがる市地域内交通柏線に移管[20]。

 五所川原 - 南広森線 （越水経由） 
- 五所川原営業所 - 五所川原駅前（往路のみ停車） - 大町 - 柏温泉前 - 稲盛村 - 木造高校前 - 木造駅通り[13] - 有楽町（復路：千代町） - しゃこちゃん温泉前 - 木造 - 浦船団地入口 - 柴田神社前 - 近野 - 福原 - 三ツ館 - 越水 - 吹原 - 南広森
  - 2018年10月1日 - 廃止[19]。同日から、旧木造町内区間を運行するつがる市地域内交通吹原線に移管[20]。

 五所川原 - 下繁田線（再賀経由） 
- 五所川原営業所 - 五所川原駅前（往路のみ停車） - 大町 - 柏温泉前 - 稲盛村 - 木造高校前 - 木造駅通り[13] - 有楽町（復路：千代町） - 木造 - 林 - 再賀 - 稲垣支所前 - 元増 - 穂積 - 家調 - 繁田 - 船越 - 下繁田西口
  - 2018年10月1日 - 廃止[19]。同日から、旧稲垣村内区間を運行するつがる市地域内交通下繁田再賀線に移管[20]。

 金木線 
- 往路：嘉瀬駅前 - 川端町 - 高校[21]通り - 金木駅前 - 米町 - 金木病院前 - 金木下町 - 金木タウンセンター - 下不動林 - 神原
- 復路 (1)：神原 - 下不動林 - 金木タウンセンター - 金木下町 - 金木病院前 - 米町 - 金木駅前
- 復路 (2)：金木タウンセンター - 金木下町 - 金木病院前 - 米町 - 金木駅前 - 高校通り - 川端町 - 嘉瀬駅前
- 上不動林経由：（往路のみ：川端町 - 高校通り - ）金木駅前 - 米町 - 金木病院前 - 上不動林 - 下不動林 - 神原
  - 2018年12月1日 - 廃止。[15]

五所川原 - 藻川線（種井経由）
- 五所川原営業所 - 五所川原駅前 - 末広町 - 新宮 - 県営住宅前 - 中泊 - 種井 - 三好支所前 - 下藻川
  - 2018年12月1日 - 廃止。[15]

 高野環状線 
- 北廻り線：五所川原営業所 - 本町 - 五所川原駅前 - 布屋町(旧:西北病院前) - 商業高校前 - 松島五丁目 - 悪戸口 - 水野尾 - 野里 - 二中校通り - 下持子沢 - 上高野 - 下持子沢 - 二中校通り - 中央中泉 - 梅田口 - 広田 - コミュニティセンター前 - みどり町 - 五所川原営業所前 - 本町 - 五所川原駅前 - 布屋町 - 五所川原営業所
- 南廻り線：（五所川原営業所 - 本町 - ）五所川原駅前 - 布屋町 - 五所川原営業所前 - みどり町 - コミュニティセンター前 - 広田 - 梅田口 - 中央中泉 - 二中校通り - 下持子沢 - 上高野 - 下持子沢 - 二中校通り - 野里 - 水野尾 - 悪戸口 - 松島五丁目 - 商業高校前 - 本町 - 五所川原駅前（ - 布屋町 - 五所川原営業所）
  - 初便は、北廻り線・南廻り線共に、上高野発五所川原駅前行
  - 2006年12月1日 - 「高野線」「東高校線」の統合により、「高野東高校環状線」運行開始。
  - 2010年4月1日 - 五所川原高等学校東校舎（旧:五所川原東高等学校）閉校により、「高野環状線」に変更。
  - 2014年4月1日 - つがる総合病院開院に伴い、五所川原市中心部の運行ルートが変更。
  - 2020年4月1日 - 廃止。[22]

 飯詰能開短大環状線 
- 北廻り線：五所川原営業所 - 本町 - 五所川原駅前 - 敷島町 - 一の坪 - 飯詰 - 下岩崎 - 飯詰 - 青森職業能力開発短期大学校前 - 若山 - 津軽金山焼前 - 悪戸 - 水野尾 - 松島五丁目 - 商業高校前 - 本町 - 五所川原駅前（ - 布屋町 - 五所川原営業所）
- 南廻り線：（五所川原営業所 - 本町 - ）五所川原駅前 - 西北病院前 - 商業高校前 - 松島五丁目 - 水野尾 - 悪戸 - 津軽金山焼前 - 若山 - 青森職業能力開発短期大学校前 - 飯詰 - 下岩崎 - 飯詰 - 一の坪 - 敷島町 - 五所川原駅前 - 布屋町（旧:西北病院前） - 五所川原営業所
  - 2006年12月1日 - 「飯詰線」「能開短大線」の統合により運行開始。
  - 2014年4月1日 - つがる総合病院開院に伴い、五所川原市中心部で運行ルートが変更。
  - 2020年4月1日 - 廃止。[22]

 中里駅前  - 奥津軽いまべつ駅前線 （あらま号）
- 津軽中里駅前 - 薄市 - 今泉 - 大平 - 奥津軽いまべつ駅前
  - 2016年3月26日 - 北海道新幹線開業により、運行開始。なお、奥津軽いまべつ駅前行は乗車のみ、奥津軽いまべつ駅前発は降車のみのクローズドドアシステムを採用する[23][24]。
  - 2020年5月1日 - 新型コロナウイルス感染拡大による影響により、同日から5月31日まで、全便運休となる[25]。
  - 2020年10月1日 - 廃止[26]。

## 乗降車場所
営業所構内側（国道101号沿い）「五所川原営業所前」バス停
- 五所川原営業所始発の各路線
- 青森線 青森営業所行
  - 2019年10月の営業所新庁舎移転に伴い、新たに庁舎から分離したバス待合所を設置した。

五所川原工科高校前（国道101号沿い）「五所川原営業所前」バス停
- 青森線 五所川原駅行
- 広田団地線 木造高校行

なお、『五所川原市循環バス』については、2017年4月1日改正で、営業所前を経由しなくなったため、「湊」バス停か「中央5丁目」バス停を利用しなければならない。

## 設備
- 庁舎

  - 事務室
  - 乗務員休憩室
- 検修庫 （洗車・給油設備あり）
- 待合所

## 周辺
- 青森県立五所川原工科高等学校
- TSUTAYA 五所川原店
- モスバーガー 五所川原店